# Josif Vitebs'kyj
Josif Davydovyč Vitebs'kyj (in ucraino Йосип Давидович Вітебський?, in russo Иосиф Давыдович Витебский?, Iosif Davydovič Vitebskij; Kiev, 9 gennaio 1938 – 7 dicembre 2024) è stato uno schermidore sovietico, vincitore di una medaglia d'argento nella scherma ai giochi olimpici.